# Parafia św. Mikołaja w Wilczy
Parafia pw. św. Mikołaja w Wilczy – parafia rzymskokatolicka należąca do archidiecezji katowickiej i dekanatu knurowskiego. 

## Historia
Parafia została erygowana 1 sierpnia 1925 roku.

## Proboszczowie
- ks. Paweł Staffa (1925–1929)[2]
- ks. Teodor Walenta (1929–1934)[3]
- ks. Antoni Danecki (1934–1942)[3]
- ks. Teodor Gałązka (1942–1946)[3]
- ks. Robert Pucher (1946–1962)[3]
- ks. Stanisław Kuś (1962–1965)[3]
- ks. Rudolf Switała (1965–1981)[3]
- ks. Stefan Mieszczanin (1981–1983)[3]
- ks. Jerzy Pluta (1983–1989)[3]
- ks. Edward Piegza (1989–2007)[3]
- Bogdan Reder (2007–2016)[4]
- ks. Jan Mrukowski (2016– )[5]